# Tišina (Bośnia i Hercegowina)
Tišina (cyr. Тишина) – wieś w Bośni i Hercegowinie, w Republice Serbskiej, w gminie Šamac. W 2013 roku liczyła 890 mieszkańców.